# Komoni
Komoni ist eine Siedlung auf der Komoreninsel Anjouan im Indischen Ozean.

## Geografie
Der Ort liegt zusammen mit Mirondoni am Südzipfel von Anjouan südöstlich von Ongojou.
Eine Straße führt von dort nach Südosten nach Kyo (Anjouan).
In der Nähe des Ortes verlaufen die Flüsse Hamlimba, Ounzouni, Hankombé und Hamazia.

## Klima
Nach dem Köppen-Geiger-System zeichnet sich Komoni durch ein tropisches Klima mit der Kurzbezeichnung Am aus. Die Temperaturen sind das ganze Jahr über konstant und liegen zwischen 20 °C und 25 °C.